# Emma Guo
Emma Guo (* 23. Februar 1995 in Canberra) ist eine australische Schachspielerin.

## Leben
Emma Guo stammt aus Canberra. Mit dem Schachspielen begann sie, als sie sechs Jahre alt war, beigebracht von ihrem älteren Bruder. Trainiert wurde sie in Canberra von Peter Simpson. Sie studierte am University of Canberra Senior Secondary College am Lake Ginninderra und im Anschluss an der Australian National University in Canberra.

## Erfolge
Die australische U10-Meisterschaft gewann sie 2004 und 2005, die U12-Meisterschaft 2006 in Brisbane. 2007 gewann sie in Canberra die australische U18-Meisterschaft der weiblichen Jugend. Beim ozeanischen Zonenturnier 2009 in Gold Coast, gleichzeitig die ozeanische Meisterschaft, belegte sie hinter Arianne Caoili und Irina Berezina den dritten Platz. Hierfür erhielt sie vom Weltschachbund FIDE den Titel FIDE-Meister der Frauen (WFM). Beim ozeanischen Zonenturnier 2011 in Rotorua hatte sie nach zehn Runden 8,5 Punkte und war damit auf dem ersten Platz gleichauf mit Irina Berezina. Ein anschließendes Tie-Break verlor sie gegen Berezina, erhielt aber für ihr Ergebnis von 85 Prozent den Titel Internationaler Meister der Frauen (WIM). Im Zonenturnier 2013 in der Nähe von Nadi wurde sie ebenfalls punktgleich hinter Irina Berezina Zweite.
Für die australische Frauennationalmannschaft spielte sie bei den Schacholympiaden 2010 am vierten, 2012 am zweiten und 2014 am dritten Brett.
Bei der U18-Meisterschaft des Australian Capital Territorys im November 2012 in Canberra war sie Hauptschiedsrichterin.